# San Canzian

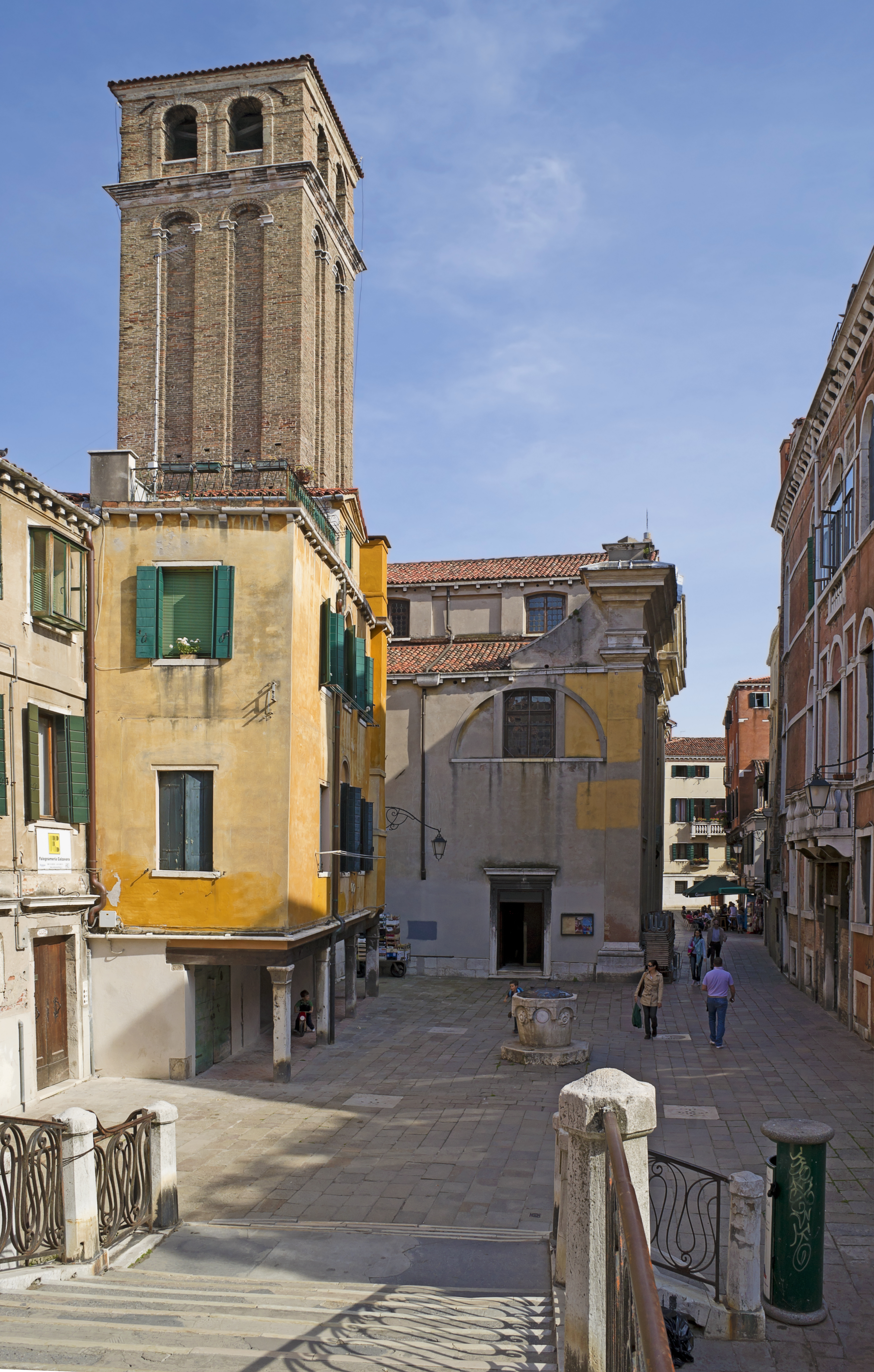
Fassade von San Canzian

San Canzian, auch San Canciano, ist eine Kirche im Sestiere Cannaregio in Venedig am gleichnamigen Campo, die zwar bis 1351 zurückreicht, jedoch im Wesentlichen im Barock entstand. Die entsprechende Pfarrei umfasst den östlichsten Teil von Cannaregio und die Insel San Michele.

## Geschichte
Der legendären Überlieferung Venedigs zufolge wurde die Kirche durch Flüchtlinge aus Aquileia errichtet, die auf der Flucht vor den Hunnen Attilas waren. Der erste Hinweis auf einen dortigen Kirchenbau stammt jedoch erst aus der Zeit um 1040. Geweiht ist die Kirche den Märtyrern Cantius, Cantianus und Cantianilla, die der Legende nach im Jahr 304 nahe dem heutigen San Canzian d’Isonzo ums Leben kamen, und deren Kult sich spätestens um 400 verbreitete. 1105 fiel die ältere Kirche einem Brand zum Opfer.
Das Gebäude wurde ab etwa 1330 neu errichtet und 1351 vom Bischof von Jesolo, Marco Bianco, geweiht. Ein Umbau erfolgte im 15. Jahrhundert, wobei 1498 der Patrizier Nicolò Morosini den Glockenturm (Campanile) wiederherstellen ließ, dann wieder Anfang des 18. Jahrhunderts. Letztere, radikale Maßnahme wurde erst durch eine Spende in Höhe von 2000 Dukaten möglich, die der Priester Michele Tommasi beisteuerte, dem die Büste oberhalb der Eingangspforte gewidmet ist. Baumeister der Fassade war ab 1707 Antonio Gaspari (1656–1723). Der heutige Campanile wurde 1542 erbaut. Die drei ältesten Glocken wurden von den De Poli um 1850 gegossen, die vierte stammt aus dem Jahr 1897. 
Das Gebiet um die Kirche hatte bis zum Bau der Strado Nova eine erhebliche, auch wirtschaftliche Bedeutung, denn hier war der wichtigste Anlegeplatz für die Boote aus der nördlichen Lagune, etwa von Murano, doch mit dem Bau der besagten Straße geriet sie ins Abseits. Hinter der Kirche befindet sich immer noch ein Sottoportego del Traghetto, wobei die traghetti die Boote waren und sind, die einen regelmäßigen Fährdienst versahen, in diesem Falle nach Murano.

## Innenausstattung

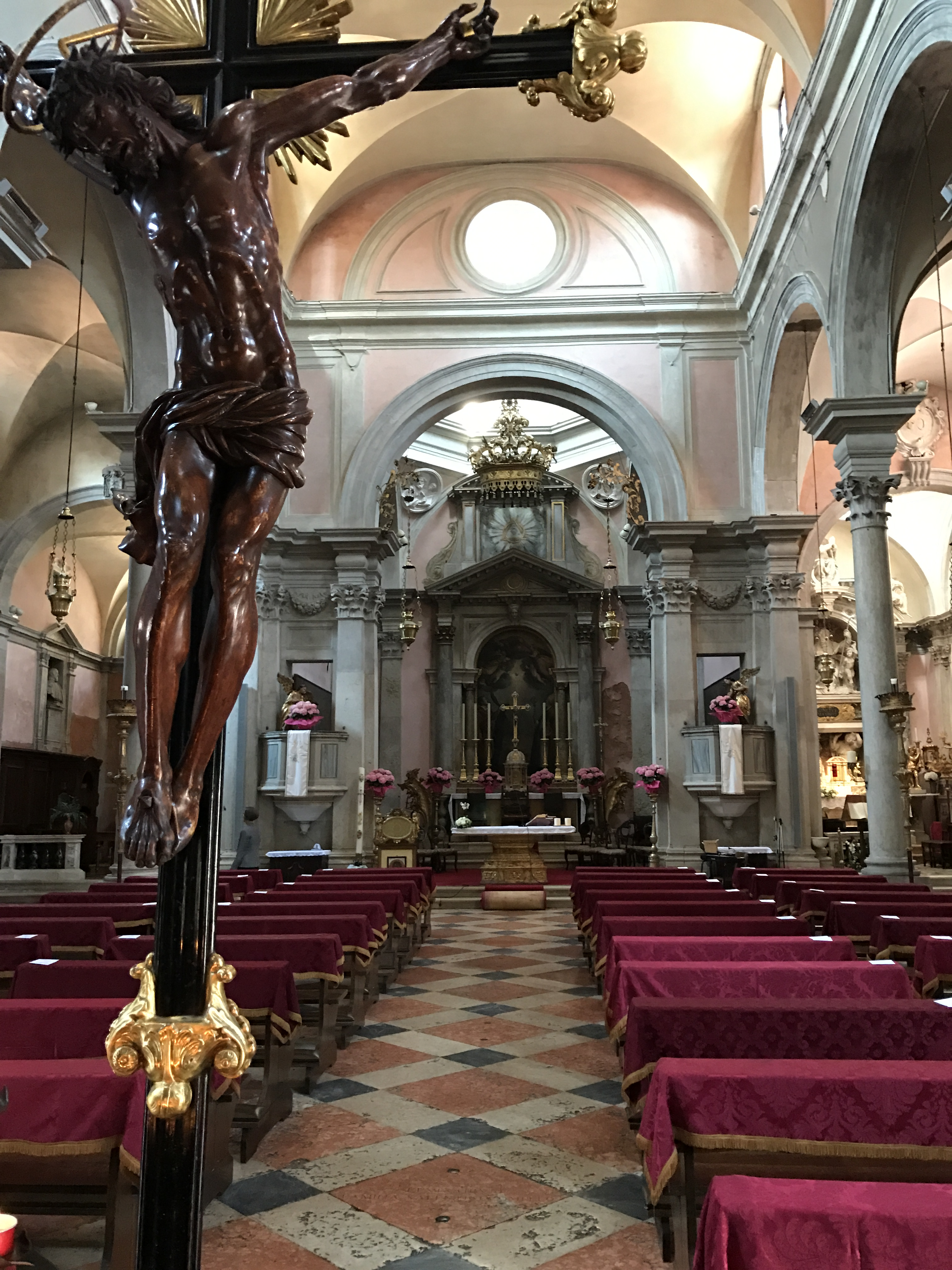
Der Innenraum Richtung Hauptaltar

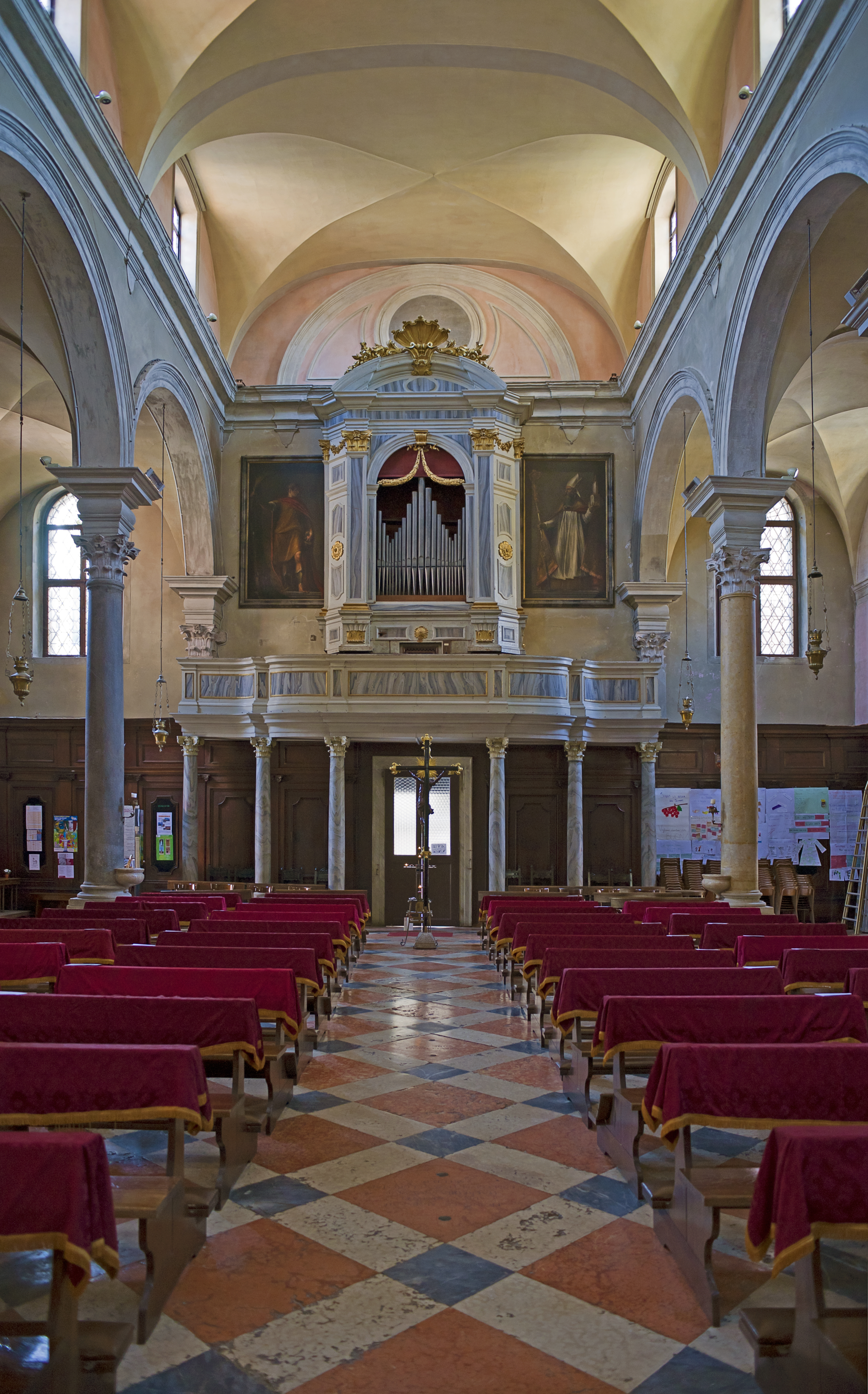
Der Innenraum Richtung Orgel, 2012

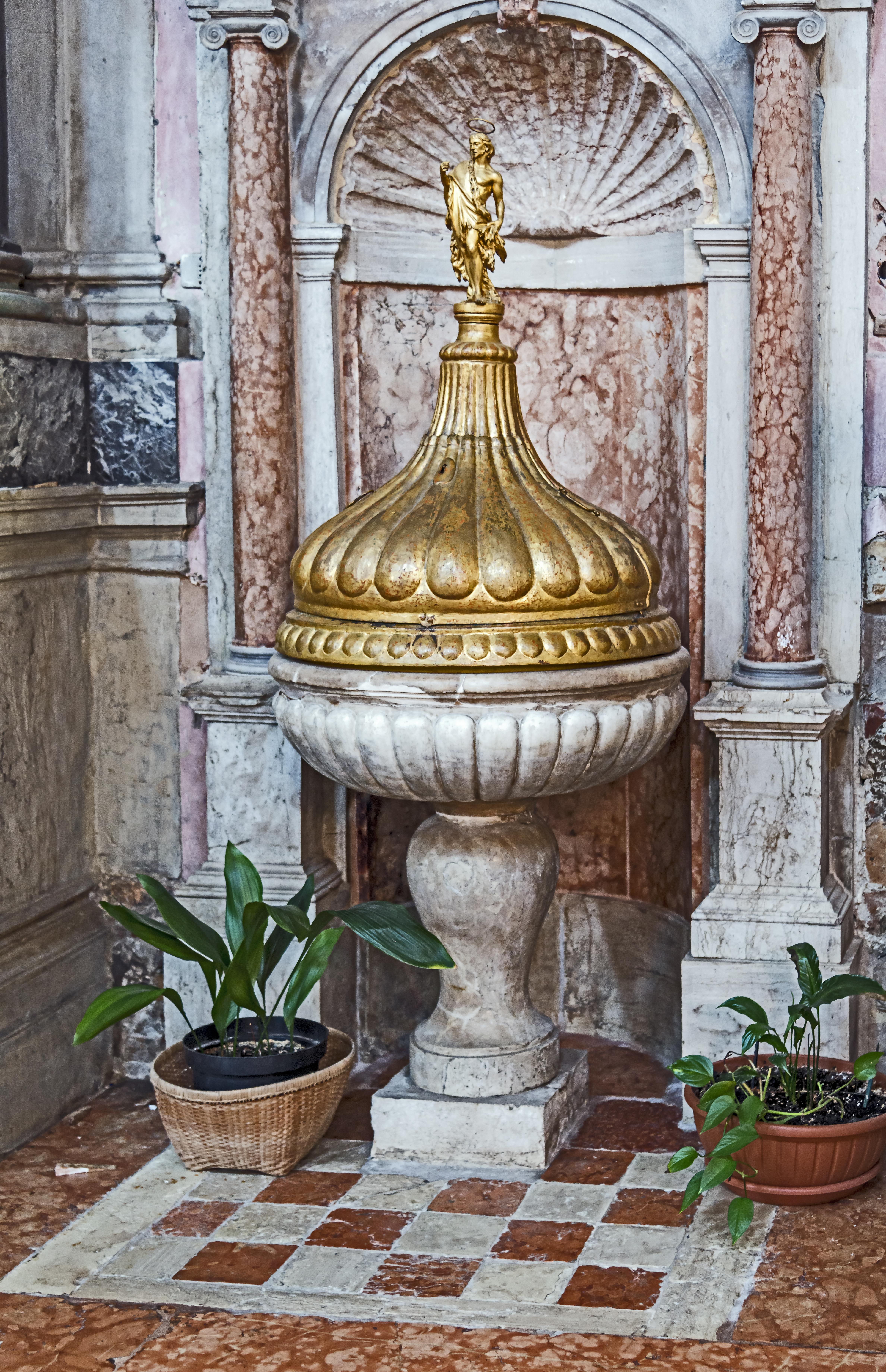
Taufbecken

Das Äußere der Kirche ist von einer gewissen Einfachheit, während sich im Inneren neben den beiden Altarpaaren in den beiden Nischen zwei Seitenkapellen und der Hauptaltar befinden. Die rechte Kapelle wurde von der Familie Widmann reich mit Marmor und Stuck ausgestattet. Sie ist dem hl. Maximin geweiht. Die linke Kapelle gehörte der Familie Rinaldi und war dem hl. Filippo Neri geweiht. Beide Kapellen wurden von Baldassare Longhena entworfen und von Clemente Moli hochbarock ausgeführt.
Bartolomeo Litterini (auch Letterini, 1669–1748) schuf zwei Pale, wie man in Italien Altarretabel nennt, Domenico Zanchi die beiden Gemälde an den Seiten des Presbyteriums, nämlich Piscina Probatica und Moltiplicazione dei pani e dei pesci („die Vermehrung des Brotes und der Fische“). Die Madonna Immacolata ist ein Gemälde des Bartolomeo Letterini; eine Assunta schuf Giuseppe Angeli; dann eine Madonna del Carmine, wieder von Letterini, von dem auch die Madonna Addolorata con il Sacro Cuore di Gesù stammt. Die beiden Kanzeln mit Baldachin sind ein Alterswerk von Bernardino Maccaruzzi (1728–1800). Eine weitere Pala stammt von Paolo Zoppo (Santi Canziano e Massimo con il Padre Eterno in Gloria).
Diese Werke fügen sich in den seit dem Frühmittelalter beibehaltenen basilikalen, dreischiffigen Kirchencorpus ein. Die Decke wird von Bögen und korinthischen Säulen getragen, von denen zwei aus antikem, afrikanischem Granit bestehen. Die Orgel stammt aus dem 18. Jahrhundert. Dort finden sich Darstellungen der Heiligen San Canziano e San Massimo von Giovanni Contarini, einem Schüler Tizians. 
In der rechten Seitenkapelle, San Venerando Martire geweiht, befindet sich eine Pala von Nicola Ranieri, die um 1635 entstand (San Filippo genuflesso ai piedi della Vergine Santissima). In der gegenüberliegenden Kapelle San Massimo, früher Santa Lucia geweiht, finden sich, ähnlich wie in der rechten Kapelle, die Reliquien des Heiligen. Die Urne und der Altar stammen von Clemente Moli. Die Kapelle gehörte der Familie Widmann, die einen Palast in der Nähe der Kirche bewohnte. 
In der Sakristei befinden sich mehrere Gemälde, darunter das von San Romualdo, das Jacopo Marieschi zugeschrieben wird (18. Jahrhundert), ebenso wie die Madonna con Bambino und die Heiligen Canciano e Massimo, die Andrea Celesti zugeschrieben werden und 1680 geschaffen wurden. Die Via Crucis ist hingegen ein Werk aus dem Jahr 1960 des venezianischen Malers Ernani Costantini. Das kleine Wasserbecken vom Ende des 16. Jahrhunderts trägt Basreliefs des 17. Jahrhunderts; um 1660 entstanden die Rundbögen mit dem Gesicht der Muttergottes und dem Christi.
Im Liber Mortuorum, dem Totenbuch der Gemeinde, findet sich ein Eintrag zum Tod Tizians, der in der Nähe gewohnt hatte: „27 agosto 1576, Messer Tiziano pitor è morto de ani centi-tre amalato de febre licenziato“.